# Regione di Amoron'i Mania
La regione di Amoron'i Mania è una regione della provincia di Fianarantsoa, nel Madagascar centrale.
Il capoluogo della regione è Ambositra.
Ha una popolazione di 833 919 abitanti, distribuita su una superficie di 16141 km².

## Geografia antropica

### Suddivisioni amministrative
La regione è suddivisa in quattro distretti:
- distretto di Ambatofinandrahana
- distretto di Ambositra
- distretto di Fandriana
- distretto di Manandriana